# Dolmen auf Sardinien

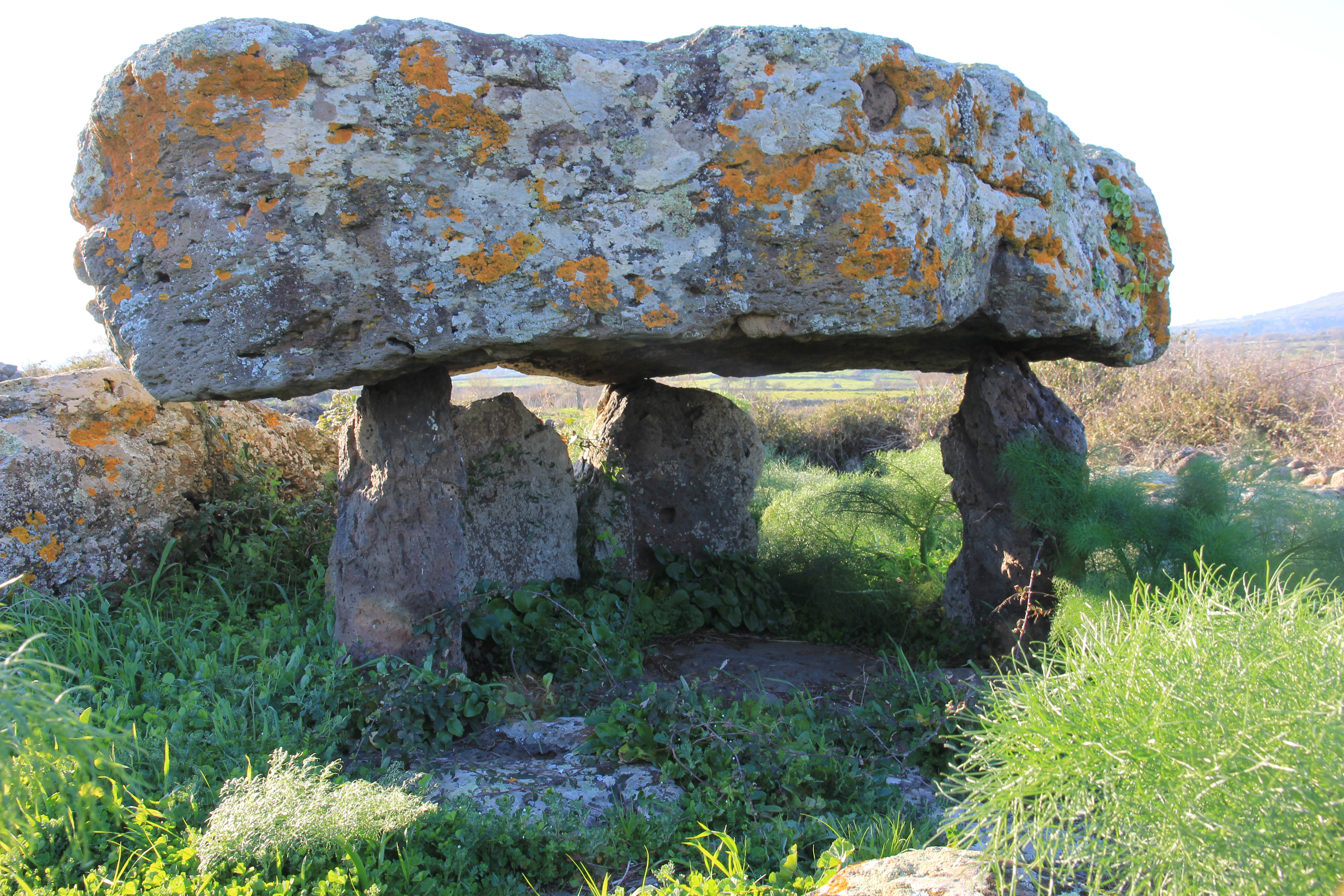
Dolmen von Sarbogadas

Die Archäologen haben 221 Dolmen auf Sardinien in Italien nachgewiesen, etwa 100 sind erhalten. Die Dolmen liegen größtenteils im nördlichen Bereich der Insel. Typologisch gehören sie zu fünf Hauptkategorien: 
- der einfacher Typ,
- der Typ „Korridor“,
- der Typ „Seiteneingang“,
- der„Mischtyp“ (teilweise im Fels und teilweise aus Orthostaten)
- die Galeriegräber.

Die Mehrzahl gehört dem einfachen Dolmen-Typ an, gefolgt von den Galeriegräbern, während nur wenige Anlagen anderer Art erhalten sind. Es gibt keine Radiokarbondaten. Die Daten stammen aus stratigraphischen Untersuchungen  und den in einigen Dolmen gefundenen archäologischen Materialien. Sie zeigen strukturelle und kulturelle Beziehungen zwischen den sardischen Dolmen und anderen prähistorischen Denkmälern der Insel. Typologische Vergleiche mit ähnlichen Dolmen anderer mediterraner Gebiete lassen vermuten, dass die Dolmen Sardiniens der Jungsteinzeit bis zum Endneolithikum (vom Ende des 4. bis zum Beginn des 2. Jahrtausends v. Chr.), mit einem gewissen Grad an Wiederverwendung in der Bronzezeit, angehören. Jüngste Forschungen haben strukturelle und kulturelle Beziehungen zwischen Sardinien und Spanien, Frankreich, insbesondere Korsika aufgezeigt.